# 知北平和公園
知北平和公園（ちほくへいわこうえん）は、愛知県大府市にある墓地公園である。公園分類は特殊公園。

## 概要
1982年（昭和57年）に完成した墓地公園で大府市、東海市、知多郡東浦町で構成する一部事務組合「知北平和公園組合」が運営を行っている。知北霊園や知北斎場が隣接するほか、彫刻の森や展望台、遊具などの施設もあり桜の名所としても知られる。

## 施設
- 知北斎場
- 知北霊園墓地
- 展望台
- 彫刻の森
- スクェア広場
- 芝生広場

## 知北平和公園組合の組織
1979年（昭和54年）4月1日に設立された一部事務組合である。知北平和公園や斎場霊園の管理運営を業務としている。

### 執行機関[3]
- 管理者：東海市長
- 副管理者：大府市長
- 副管理者：東浦町長
- 副管理者：大府市副市長
- 会計管理者：大府市会計管理者

### 議会[3]
- 議長：大府市議長
- 副議長：東海市議長
- 議員：東海市2名、大府市2名、東浦町3名

### 監査委員[3]
- 識見者：税理士1名
- 議会選出：東浦議長

## 周辺
- 東浦知多インターチェンジ

## 交通アクセス

### 公共交通機関（列車・路線バス）
3市町のコミュニティバスによってアクセスできる。
- JR東海道本線・武豊線 大府駅から大府市循環バス（ふれあいバス）西コースに乗車、「知北平和公園」下車。
- 名鉄河和線 南加木屋駅などから東海市循環バス（らんらんバス）南ルートに乗車、「知北平和公園前」下車。
- JR武豊線 緒川駅から東浦町運行バス（う・ら・ら）新田線に乗車、「知北平和公園」下車。
- 名鉄河和線 八幡新田駅から約1.6km。

### 自動車
- 知多半島道路 東浦知多ICから約1.5km。